# Jean Gaston Mantel
Pour les articles homonymes, voir Mantel.
 (septembre 2011).
Si vous disposez d'ouvrages ou d'articles de référence ou si vous connaissez des sites web de qualité traitant du thème abordé ici, merci de compléter l'article en donnant les références utiles à sa vérifiabilité et en les liant à la section « Notes et références ».
Jean Gaston Mantel (1914 à Amiens - 1995 à Marseille) est un peintre français ayant vécu essentiellement au Maroc.

## Biographie
Il a étudié la peinture à l’École des beaux-arts de Paris.
En 1936, il obtient  le prix de la Société nationale des beaux-arts qui lui permet de séjourner un an au Maroc. 
Il s’installe à Rabat dans un atelier mis à la disposition des lauréats dans la Kasbah des Oudayas et travaille à Meknès aux côtés de Mattéo Brondy (1866-1944). De retour dans sa ville natale en 1937, il présente son travail et pose sa candidature pour un poste de professeur de dessin au Maroc qu’il obtient à Rabat aux collèges des Orangers. Contraint de regagner la France durant la Deuxième Guerre mondiale, il s’empresse de retourner au Maroc en 1946 et est nommé professeur à Rabat au lycée Gouraud.
Il est l’auteur de nombreuses affiches pour promouvoir le tourisme marocain et réalise plusieurs diaporamas et panneaux décoratifs : des panneaux longs de plus de dix mètres pour l’hôtel Hilton à Rabat, et des décorations pour le ministère du Tourisme représentant les fêtes marocaines : les danseuses de l’Atlas, les Moussems ou les Ahouachs, autant de thèmes qui font partie de ses sujets favoris comme les fantasias et la Kasbah des Oudayas….Après l’indépendance du Maroc, il fut nommé professeur de dessin au Lycée Descartes de la mission française à Rabat tout en habitant la ville de Salé d'où il pouvait contempler et dessiner merveilleusement la Kasbah des Oudayas. 
Il séjourna plusieurs fois à Villefranche-sur-Mer et s'y installa à la fin de sa vie ; très belle station de la "Côte d'Azur", entre Nice et Menton, il lui consacra plusieurs de ses œuvres : plage, église etc.
Surplombant les quartiers, survolant les calèches, ou se postant face aux naseaux des chevaux, c’est dans la perspective inattendue utilisée par Mantel que réside toute l’originalité de son œuvre.

## Quelques œuvres
- L'Aouache, 1972, huile sur toile, 81.50 × 65 cm. Paris, vente Artcurial, le 01/12/2010
- Gustave Flaubert, Voyage en Orient (aquarelles et dessins par Jean Gaston Mantel), les Éditions nationales, 1949